# Странка демократске акције Хрватске
Странка демократске акције Хрватске (краће: СДАХ) је ванпарламентарна политичка партија која обликује и усмерава политичку вољу и деловање бошњачке заједнице у Хрватској. Странка је хрватски огранак Странке демократске акције из Босне и Херцеговине. Странка је имала по једног посланика у петом и шестом сазиву Хрватског сабора, од 2003. до 2011. године.

## О странци
Странка је утемељена 20. јуна 1990. године у Загребу под називом Странка демократске акције — огранак за Хрватску чији је најважнији циљ био афирмација и одбрана националне самобитности бошњачког народа те очување Босне и Херцеговине у оквирима тадашње државне заједнице. Од фебруара 1992. године Странка делује под садашњим називом.
Програмске основе странка заснива на пуној афирмацији бошњачког националнг корпуса у Републици Хрватској. Основна начела Странке су: афирмација људских и грађанских права, демократија, тржишна привреда и приватно предузетништво, унапређење социјалних права, равноправност и афирмација легитимних права националних мањина, афирмација и заштита националне самобитности и политичке заступљености Бошњака у Хрватској и њихова интеграција у јавни живот Републике Хрватске, аутономија и слободне активности свих верских заједница, очување интегритета и неповредивости граница Републике Хрватске и свих држава насталих распадом бивше Југославије те остваривање чврстих веза Бошњака у Републици Хрватској с матичним народом и државом Босном и Херцеговином.

## Парламентарни избори
На петим (2003) и шестим (2007) парламентарним изборима одржаним Странка је освојила по једно место предвиђено за албанску, бошњачку, црногорску, македонску и словенску националну мањину у Хрватском сабору (12. изборна јединица). Посланик у оба сазива Савора био је Шемсо Танковић.